# Libřice
Libřice település Csehországban, a Hradec Králové-i járásban. Libřice Černilov, Lejšovka, Výrava, Králova Lhota és Jasenná településekkel határos. Lakosainak száma 298 fő (2024. január 1.).

## Népesség
A település lakosságának változását az alábbi diagram mutatja:
| Lakosok száma | 494  | 496  | 453  | 258  | 277  | 280  | 291  | 296  | 300  | 298  |
|               | 1869 | 1900 | 1921 | 1961 | 1980 | 2011 | 2016 | 2019 | 2021 | 2024 |